# 德拉雅戰鬥
德拉雅战斗是叙利亚内战中从2012年11月持续至2013年3月的一场战斗。战斗发生在大马士革省的德拉雅城，战斗双方为叙利亚政府军和叙利亚反对派武装。

## 背景
德拉雅是大马士革市郊的一个城镇，反对派试图在该地建立一个临近大马士革市中心的据点。在2012年8月，叙政府军在此地击败了反对派武装并控制了该城。在2012年7月反对派一场失败的攻势之后，叙政府军开始在大马士革市郊发动了一场針對反对派武装的战役，结果导致在德拉雅发生一起屠杀事件，估计约有500人被处决。反对派和叙政府相互指责对方应该为这场屠杀事件负责。

## 战斗
反对派武装在2012年11月再次控制了该城。从这之后，该城与外界的联系被切断。城内电源被切断，并且有目击者说该城被不断地炮击。大多数当地居民在战斗一开始就逃离了该地。反对派一直将叙政府军挡在城外，直至12月中旬，政府军开始加强对该市及附近的Moadmiyah市的进攻。
12月20日，在持续30天的围城之后，据亲政府的Al Watan报报道，一支政府军部队攻入了德拉雅市。政府军在城中穿插，孤立了市中心的反对派武装。Al Watan报还声称大部分武装分子是外籍人员。
12月31日，政府军对该市进行了最大规模的进攻，有一支装甲车车队试图攻入该市。这次进攻的原因是反对派试图用自制火箭弹攻击总统官邸和阿拉维派聚居区。
2013年1月4日，一位反对派活动人士说政府军在该市遭遇了非常顽强的抵抗，但政府军仍在主要街道取得了进展。政府军再从城市周边的炮兵阵地向城内开火。
一个反对派组织“叙利亚观察”说政府军向该市增派了更多援兵，而Al Watan报则声称政府军已经赢得了该战役。
1月5日，政府军逮捕了基地组织在德拉雅市最高领导人的兄弟Mohamed Zawahiri。今日俄罗斯台的阿拉伯记者在躲避交火时受到轻伤。他报道政府军已经控制了该市大部分，并在街上巡逻。反对派分散在德拉雅全城各个地区而政府军仍需要展开多次清剿行动才能保证该地区安全。在当天，“叙利亚观察”报道有10人在战斗中丧生，其中包括6名武装分子。
1月6日，在该市Al Qasheia学校附近政府军击毙多名反对派武装分子，并确认了多人的身份。在大马士革其他周边地区，政府军也击毙了多名武装分子，并确定了其中的12人的身份。
1月8日，叙利亚人权观察组织说政府军已经控制了德拉雅的大部分地区，并且正在增派更多援军以试图攻占整个城市。
1月13日，来自多方的消息显示政府军已经控制了德拉雅市的大部分并进入了大部分社区。
1月19日，据报道反对派武装在一系列激烈交火和政府军猛烈炮轰之下仍控制着德拉雅市的部分地区。反对派武装还宣称在该市一名米格战斗机的飞行员叛变并用战机轰炸了该地区的三处政府军阵地，造成15名士兵丧生。但这一消息无法得到证实。
在政府军对反动派据点的炮击中，反对派指挥官Abu Ali被炸死。
1月24日，政府军从大马士革西侧向德拉雅市炮击。
2月14日，政府军试图在该市进一步推进，但反对派成功击退了攻势。

## 后续
在2013年8月早些时候，叙利亚国有媒体的报道显示阿萨德总统视察了在德拉雅市的驻军。根据美联社的报道，虽然根据叙利亚人权观察组织报道政府军在6月底仍在对该市进行炮击，而反对派的活动人士报道7月中旬有战斗发生，但该市其实在当年早些时候就已经被政府军重新夺回。